# Andinsk seglare
Andinsk seglare (Aeronautes andecolus) är en fågel i familjen seglare.

## Utseende och läte
Andinsk seglare är en vackert svartvittecknad seglare. Hjässan är svart, undersidan vit (dock ett svart bröstband i Andernas västsluttning), liksom övergumpen. Lätet är distinkt, ett snabbt och strävt tjatter. 

## Utbredning och systematik
Arten förekommer i Anderna. Den delas in i tre underarter med följande utbredning:
- A. a. parvulus – västra Peru och nordligaste Chile
- A. a. peruvianus – sydöstra Peru
- A. a. andecolus – Bolivia till västra Argentina (Rio Negro)

## Levnadssätt
Andinsk seglare häckar på hög höjd i Anderna, men kan också ses i intilliggande låglänta områden. Den ses enstaka eller i lösa flockar, ibland födosökande lågt tillsammans med svalor, men oftare högre upp. 

## Status
Arten har ett stort utbredningsområde och beståndet anses stabilt. Internationella naturvårdsunionen IUCN listar den därför som livskraftig (LC).